# 한국의료분쟁조정중재원
한국의료분쟁조정중재원(韓國醫療紛爭調停仲裁院, 영어: Korea Medical Dispute Mediation & Arbitration Agency)은 의료사고의 신속·공정한 피해구제 및 보건의료인의 안정적인 진료환경 조성을 위해 설립된 보건복지부 산하 공공기관이다. 서울특별시 중구 후암로 110, 18층 (남대문로5가)에 위치하고 있다.

## 설립 근거
- 의료사고 피해구제 및 의료분쟁 조정등에 관한 법률

## 연혁[2]
- 2011년 4월 7일 2009년에 상임위를 통과했던「의료사고 피해구제 및 의료분쟁 조정 등에 관한 법률」 공포
- 2011년 5월 3일 의료분쟁조정중재원 설립준비위원회 및 설립추진단 구성
- 2012년 4월 9일 한국의료분쟁조정중재원 설립(제1대 추호경 원장 취임)
- 2012년 6월 8일 외국인 환자를 위한 18개 외국어 통역서비스 개시
- 2013년 1월 31일 기타공공기관 지정
- 2013년 4월 8일 불가항력 의료사고 보상제도 및 형사처벌 특례제도 시행
- 2014년 1월 20일 서울중앙지방법원 업무협약 체결(법원연계조정)
- 2014년 6월 1일 의료분쟁 상담센터 대표 상담번호(1670-2545) 도입
- 2014년 10월 6일 2013년도 기타 공공기관 경영평가 우수기관 A등급 선정(보건복지부)
- 2014년 12월 23일 한국의료분쟁조정중재원 고객헌장 선포
- 2015년 4월 9일 제2대 박국수 원장 취임
- 2015년 7월 9일 2014년도 기타 공공기관 경영평가 우수기관 A등급 선정(보건복지부)
- 2015년 10월 6일 한국의료분쟁조정중재원ㆍ한국보건산업진흥원ㆍ한국보건복지인력개발원 3자 업무협약 체결(기획재정부 협업사업)
- 2016년 2월 29일 2015 공공기관 통합공시 우수공시기관 선정(기획재정부)
- 2016년 5월 29일 「의료사고 피해구제 및 의료분쟁 조정 등에 관한 법률」개정법률 공포
- 2016년 7월 1일 2015년도 기타 공공기관 경영평가 우수기관 A등급 선정(보건복지부)
- 2016년 11월 30일 개정「의료사고 피해구제 및 의료분쟁 조정 등에 관한 법률」 및 시행령, 시행규칙 시행
- 2017년 3월 28일 2016 공공기관 통합공시 우수공시기관 선정(기획재정부)
- 2017년 5월 25일 창립 5주년 기념 「의료분쟁 조정 및 감정 발전 방향 세미나」 개최
- 2017년 6월 20일 2016년도 기타 공공기관 경영평가 우수기관 A등급 선정(보건복지부)
- 2017년 9월 27일 「청렴옴부즈만」 위촉
- 2018년 1월 24일 2017년도 보건복지부 산하공공기관 부패방지시책 평가결과 "우수"등급 선정
- 2018년 3월 22일 2017 공공기관 통합공시 우수공시기관 선정(기획재정부)
- 2018년 5월 24일 부산지원 상담업무 개시
- 2018년 6월 29일 한국의료분쟁조정중재원 혁신계획 수립
- 2019년 1월 3일 제3대 윤정석 원장 취임
- 2019년 3월 19일 2018년도 보건복지부 산하공공기관 부패방지시책 평가결과 "우수"등급(2년 연속)
- 2019년 3월 28일 2018년 공공기관 통합공시 무벌점(4년 연속) 및 우수공시기관
- 2019년 4월 15일 2019년도 재정사업 자율평가 보건복지부 91개 사업 중 1위
- 2019년 5월 2일 부산지원 개원(부산, 울산, 경남, 대구, 경북 등 영남권역 담당)
- 2019 5월 22일 한국의료분쟁조정중재원ㆍ한국소비자원 기관간 업무협약 체결
- 2019년 6월 12일 개정「의료사고 피해구제 및 의료분쟁 조정 등에 관한 법률」시행 (간이조정절차의 통상 절차로의 전환 통로마련)
- 2020년 4월 7일 「의료사고 피해구제 및 의료분쟁 조정등에 관한 법률」 개정 (조정위원 구성 비율 폐지 등)
- 2020년 4월 10일 2019년도 보건복지부 산하공공기관 부패방지시책 평가결과 "우수"등급(3년 연속)
- 2020년 7월 24일 한국의료분쟁조정중재원ㆍ대한법률구조공단 저소득 의료사고 피해자 법률구조사업 업무협약 체결
- 2021년 4월 30일 2020년도 공공기관 고객만족도 '우수' 기관 선정(기획재정부)
- 2022년 1월 3일 제4대 박은수 원장 취임

## 역대 사장
| 대수  | 이름   | 임기      | 비고 |
| ----- | ------ | --------- | ---- |
| 제1대 | 추호경 | 2012-2015 |      |
| 제2대 | 박국수 | 2015-2018 |      |
| 제3대 | 윤정석 | 2019-2021 |      |
| 제4대 | 박은수 | 2022~     |      |

## 주요 업무
- 전화, 방문, 인터넷을 통한 의료사고 상담서비스 제공
- 의료분쟁에 관한 전문적인 내용의 상담서비스 제공
- 의료분쟁 조정.중재에 필요한 사실조사
- 의료행위 등을 둘러싼 과실유무 및 인과관계의 규명
- 의료분쟁의 조정결정 및 중재판정

## 조직

### 원장
- 이사회
- 감사
  - 감사팀

### 의료분쟁조정위원회
- 조정부 (1부~10부)

#### 의료사고감정단
- 감정부(1~10부)

#### 조정감정본부
- 사건총괄팀
- 조정감정1팀
- 조정감정2팀
- 조정감정3팀
- 조정감정4팀
- 수탁감정팀

##### 사무국
경영혁신부
- 기획예산팀
- 인재개발팀
- 경영관리팀
- 정보운영팀

##### 고객지원센터
- 서비스혁신팀
- 상담접수팀
- 피해구제팀
- 예방교육팀